# ROKS Yeongju
Le ROKS Yeongju (PCC-779) est une corvette de classe Pohang de la Marine de la république de Corée.

## Conception
La classe Pohang est une série de corvettes construites par différentes entreprises de construction navale sud-coréennes. La classe se compose de 24 navires et certains, après leur déclassement, ont été vendus ou donnés à d'autres pays. Il existe cinq types différents dans la classe, du lot II au lot VI.

## Historique
Le ROKS Yeongju (PCC-779) a été construit par Hyundai Heavy Industries et lancé le 27 juillet 1988. Le navire a été mis en service le 20 avril 1990.
Dans la soirée du 5 août, deux marins appartenant au navire ont secouru un civil tombé dans un gouffre sur le trottoir à Poseung-eup, dans la municipalité de Pyeongtaek. Les mesures de sécurité prises ont contribué à prévenir de nouveaux accidents.
Le ROKS Yeongju a été retiré du service par la marine de la république de Corée (ROKN) le 30 décembre 2022 à la base navale de Changwon, en même temps que le ROKS Sokcho (PCC-778), une autre corvette de classe Pohang, deux frégates de classe Ulsan, les ROKS Jeonnam (FF-957) et ROKS Jeju (FF-958), et quatre patrouilleurs de classe Chamsuri avec les numéros de coque 321, 322, 323 et 325. Tous ces navires ont été construits localement par la Corée du Sud dans les années 1980 et au début des années 1990, et ils seront remplacés par de nouveaux navires alors que la ROKN continue sa campagne de modernisation pour augmenter ses capacités de combat, conformément à la politique de défense du pays. Les navires de classe Ulsan et de classe Pohang seront remplacés par les frégates de classe Incheon et de classe Daegu, tandis que les patrouilleurs de classe Chamsuri seront remplacés par les patrouilleurs de classe Gumdoksuri,.